# 横浜市立東品濃小学校
横浜市立東品濃小学校（よこはましりつひがししなのしょうがっこう）は、神奈川県横浜市戸塚区品濃町にある公立小学校。

## 沿革

### 経緯
1988年4月1日に川上北小学校から独立して開校した。

### 年表
- 1988年4月1日 – 開校[2]
- 1989年11月14日 – 創立1周年記念式及び校歌制定記念式典[2]
- 2004年4月1日 – 前後期制を開始[2]

## 教育方針
「なかまとまちと　つながりながら　かがやく　ヒガシナの子」というスローガンのもと、以下の5つの学校教育目標を掲げている。
- 自ら課題を見つけ、主体的に考え、学び合う子を育てます。（知）
- 互いを認め大切にして、豊かな人間関係を築くことができる子を育てます。（徳）
- 人と関わりながら、積極的に体を動かし、心身共に健康な子を育てます。（体）
- 地域や人と進んで関わり、地域とつながる子を育てます。（公）
- 学んだことを生活の中で生かし、様々な社会の変化に対応できる子を育てます。（開）

## 通学区域
環状2号線（東端）、横須賀線（西端）、環2東戸塚交差点と東戸塚駅を結ぶ道路（南端）、戸塚区と保土ケ谷区との区境（北端）に囲まれた区域。他に、境木小学校との調整学区がある。

## 学区内の主な施設
- 東戸塚駅
- 東戸塚記念病院
- 横浜保育福祉専門学校
- 横浜リハビリテーション専門学校
- 品濃中央公園
- 品濃谷宿公園

## 交通
- JR横須賀線 東戸塚駅より徒歩10分[5]